# Social Watch

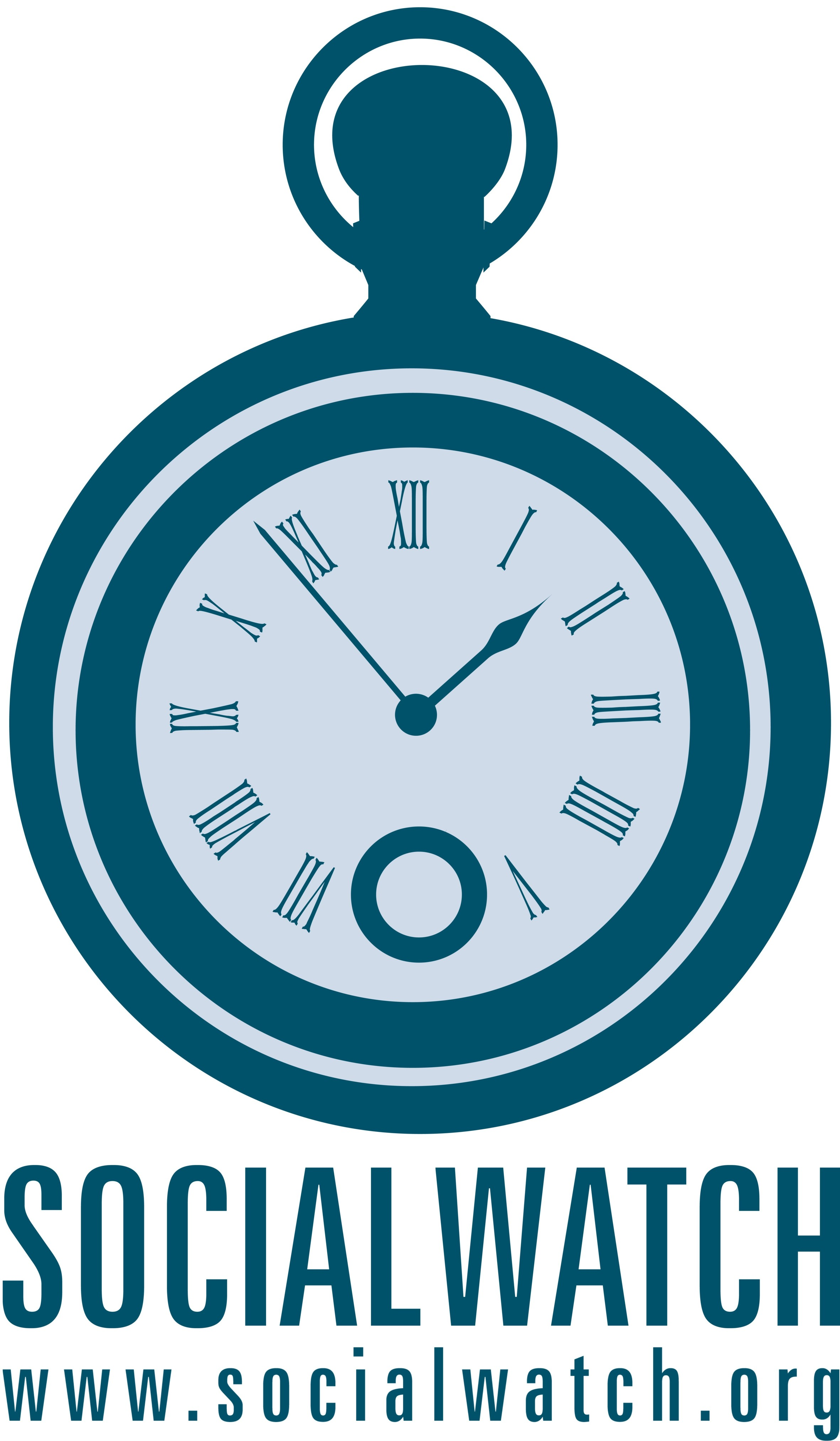
Logo der Organisation Social Watch

Das internationale Netzwerk Social Watch (englisch für Sozialbeobachtung) besteht aus über 420 nichtstaatlichen Organisationen. Es gibt durch das „Instituto Del Tercer Mundo“ in Montevideo regelmäßig Berichte zur Bekämpfung der Armut heraus. Damit wird zur Umsetzung der Beschlüsse des Weltgipfels für soziale Entwicklung vom März 1995 und des Millenniums-Gipfels der Vereinten Nationen vom September 2000 beigetragen.

## Eigenes Ziel
„Social Watch is an international network of citizens’ organizations in the struggle to eradicate poverty and the causes of poverty, to end all forms of discrimination and racism, to ensure an equitable distribution of wealth and the realization of human rights. We are committed to peace, social, economic, environment and gender justice, and we emphasize the right of all people not to be poor.
Social Watch holds governments, the UN system and international organizations accountable for the fulfilment of national, regional and international commitments to eradicate poverty.
Social Watch will achieve its objectives through a comprehensive strategy of advocacy, awareness-building, monitoring, organizational development and networking. Social Watch promotes people-centred sustainable development.“

„Social Watch ist ein internationales Netzwerk von Bürgerorganisationen vereint in der Anstrengung, Armut und die Gründe für Armut zu bekämpfen, alle Formen von sozialer Diskriminierung und Rassismus zu stoppen, die gleiche Verteilung des Wohlstandes zu gewährleisten und die Verwirklichung der Menschenrechte zu fördern. Wir stehen für Frieden, soziale, ökonomische, Umwelt- und Gendergerechtigkeit, und wir betonen das recht aller Menschen, nicht arm zu sein.
Social Watch fordert von Regierungen, dem UN-system und den internationalen Organisationen ein, ihre nationalen, regionalen und internationalen Versprechen einzulösen und die Armut zu beseitigen.
Social Watch wird dies erreichen durch eine gemeinsame strategie der Anwaltschaft, des Aufmerksammachens, Beobachtens, der Entwicklung von Organisationen und Netzwerken. Social Watch fördert menschenzentrierte nachhaltige Entwicklung.“